# Restaurace Kenmu
Restaurace Kenmu (japonsky 建武の新政, Kenmu no šinsei) bylo v japonské historii mezi lety 1333 a 1336 krátkodobé tříleté období císařské vlády mezi obdobími Kamakura a Muromači (Ašikaga).

## Dějiny
Konec šógunátu Kamakura přišel, když bylo v roce 1334 město Kamakura dobyto a regentství Hódžó zničeno. Bakufu zvyšovala svůj podíl na vládě v průběhu 12. století. V té době si dělaly nárok na císařský trůn císařské rodiny – starší linie Go-Saga neboli linie Džimjóin a mladší linie Go-Daigo neboli linie Daikakudži. Problém byl vyřešen zákrokem Kamakurské bakufu, která přiměla obě rodové linie se na trůnu střídat. To platilo do roku 1331, kdy se linie císaře Go-Daiga odmítla střídat s linií císaře Go-Sagy. Výsledkem bylo, že linie Daikakudži odešla do exilu. Kolem roku 1334–1336 Takaudži Ašikaga pomohl linii Go-Daigo k návratu na trůn.
Nový císař zjistil, že boj proti bakufu mu přinesl příliš mnoho lidí, kteří si dělali nároky na omezené množství půdy. Takaudži Ašikaga se obrátil proti císaři, když nespokojenost s rozdělením půdy rychle narostla. V roce 1336 byl císař opět poslán do vyhnanství ve prospěch nového císaře.
Během restaurace Kenmu, po pádu Kamakurského šógunátu v roce 1333, byl na krátkou dobu jmenován jiný šógun, princ Morinaga (také známý jako princ Morijoši), který byl synem císaře Go-Daigo. Byl mu udělen titul sei-i taišógun a přidělena starost o armádu. Ale princ Morijoši byl později uvězněn v domácím vězení a v roce 1335 zavražděn Tadajošim Ašikagou.
V roce 1338 byl Takaudžimu Ašikagovi, potomkovi princů Minamoto, jako byl Joritomo, udělen titul sei-i taišógun, čímž vznikl Šógunát Ašikaga, který trval až do roku 1573.